# Морський карась
Морський карась (Diplodus) — рід риб ряду окунеподібних (Perciformes). Представники роду характеризуються наявністю ріжучих зубів, що дають можливість відгризати частини водних рослин.

## Види
- Diplodus annularis (Linnaeus, 1758) — Ласкир, морський карась кільчастий
- Diplodus argenteus (Valenciennes, 1830)
- Diplodus bellottii (Steindachner, 1882)
- Diplodus bermudensis (Caldwell, 1965)
- Diplodus capensis (Smith, 1844)
- Diplodus cervinus (Lowe, 1838)
- Diplodus fasciatus (Valenciennes, 1830)
- Diplodus holbrookii (Bean, 1878)
- Diplodus noct (Valenciennes, 1830)
- Diplodus prayensis (Cadenat, 1964)
- Diplodus puntazzo (Cetti, 1777) — Зубарик, морський карась гостроносий
- Diplodus sargus (Linnaeus, 1758) — Сарг, морський карась білий
- Diplodus vulgaris (Geoffroy Saint-Hilaire, 1817) — Морський карась звичайний